# Andrew Robertson (Sprinter)
Andrew „Andy“ Robertson (* 17. Dezember 1990 in Grantham) ist ein britischer Leichtathlet, der sich auf den Sprint spezialisiert hat.

## Sportliche Laufbahn
Erste internationale Erfahrungen sammelte Andrew Robertson beim Europäischen Olympischen Jugendfestival (EYOF) 2007 in Belgrad, bei dem er im 200-Meter-Lauf in 21,72 s die Silbermedaille gewann und mit der britischen 4-mal-100-Meter-Staffel in 41,62 s siegte. 2009 belegte er bei den Junioreneuropameisterschaften in Novi Sad in 10,37 s den vierten Platz im 100-Meter-Lauf und gewann mit der Staffel in 39,78 s die Bronzemedaille. 2011 gewann er dann bei den U23-Europameisterschaften in Ostrava in 10,52 s die Bronzemedaille über 100 Meter hinter seinem Landsmann James Alaka und Michael Tumi aus Italien. Zudem sicherte er sich mit der Staffel in 39,10 s die Silbermedaille hinter dem Team aus Italien. 2014 startete er bei den Commonwealth Games in Glasgow mit der englischen 4-mal-100-Meter-Staffel im Vorlauf und trug damit zum Gewinn der Silbermedaille bei. Bei den IAAF World Relays 2015 auf den Bahamas siegte er in 38,67 s im B-Finale und im Jahr darauf gelangte er bei den Hallenweltmeisterschaften in Portland im 60-Meter-Lauf bis ins Halbfinale und schied dort mit 6,61 s aus. 2017 gelangte er dann bei den Halleneuropameisterschaften in Belgrad bis ins Finale, wurde dort aber wegen eines Fehlstarts disqualifiziert. Bei den Leichtathletik-Hallenweltmeisterschaften 2018 in Birmingham schied er mit 6,63 s im Halbfinale über 60 Meter aus und 2021 wurde er bei den Halleneuropameisterschaften in Toruń in 6,63 s Vierter. Im Jahr darauf erreichte er bei den Hallenweltmeisterschaften in Belgrad das Halbfinale über 60 Meter und schied dort mit 6,64 s aus. 2025 gewann er bei den Halleneuropameisterschaften in Apeldoorn in 6,55 s die Bronzemedaille hinter seinem Landsmann Jeremiah Azu und Henrik Larsson aus Schweden. Kurz darauf scheiterte er bei den Hallenweltmeisterschaften in Nanjing mit 17,86 s im Vorlauf.
In den Jahren 2017 und 2020 wurde Robertson britischer Hallenmeister im 60-Meter-Lauf.

## Persönliche Bestzeiten
- 100 Meter: 10,10 s (+1,9 m/s), 23. August 2014 in Bedford
- 60 Meter (Halle): 6,54 s, 27. Februar 2016 in Sheffield
- 200 Meter: 20,76 s (+1,1 m/s), 19. Mai 2013 in Loughborough
  - 200 Meter (Halle): 21,91 s, 20. Januar 2007 in Sheffield